# ルベン・ジャニェス
ルベン・ジャニェス（Rubén Yáñez）こと、オルランド・ルベン ジャニェス・アラバル（Orlando Rubén Yáñez Alabart、1993年10月12日 - ）は、スペイン・カタルーニャ州ジローナ県ブラネス出身のサッカー選手。スポルティング・デ・ヒホン所属。ポジションはゴールキーパー。「ルベン・ヤニェス」と表記されることもある。

## 経歴

### クラブ
2010年にフベニルBを強化するためにレアル・マドリードに加わったジローナ出身のゴールキーパー。2012-13シーズンにレアル・マドリードCでセグンダBにデビュー。2013-14シーズンにはリーガ・アデランテ（セグンダ・ディビシオン）に昇格した。
2017年8月17日、プリメーラ・ディビシオン・ヘタフェCFに移籍。契約期間は4年間。2017-18シーズンはセグンダ・ディビシオンのカディスCFにレンタル移籍。
2022年7月15日、セグンダ・ディビシオンのマラガCFにフリーで加入した。

## タイトル

### クラブ
レアル・マドリード
- UEFAチャンピオンズリーグ：1回 (2015-16)
- UEFAスーパーカップ：2回 (2016, 2017)
- プリメーラ・ディビシオン：1回（2016-17）
- スーペルコパ・デ・エスパーニャ：1回（2017）